# GiroBank
 Der er for få eller ingen kildehenvisninger i denne artikel, hvilket er et problem. Du kan hjælpe ved at angive troværdige kilder til de påstande, som fremføres i artiklen.

GiroBank A/S var en dansk specialbank, oprettet 1991 som et aktieselskab.

## Girosystemet
Postvæsenets formidling af breve, der indeholdt penge, indebar risici for tyveri og førte til indførelse af postanvisninger i 1851. Ved en postanvisning kunne et beløb betales på ét posthus og af modtageren af postanvisningen hæves på et andet posthus eller ved landpostbudet. For at lette muligheden for at udligne nettobetalingerne knyttet til sådanne anvisninger oprettede Post- og Telegrafvæsenet i 1920 Postgirokontoret. Dette var et nærliggende alternativ til bankernes checkclearing-system.

## GiroBank
I 1986 blev Postgiro udskilt som et selvstændigt resultatområde, som i 1988 overgik til at være en statsejet virksomhed. I 1991 blev Postgiro med tilbagevirkende kraft fra 1. januar 1991 omdannet til en bank under navnet GiroBank A/S. Ved etableringen fik GiroBank en pligt og en eneret til at benytte posthusene til at udføre sine ydelser. Samtidigt med omdannelsen mistede Postgiro eneretten til at gennemføre denne form for betalingsformidling, og bankerne indførte det fælles indbetalingskort som alternativ til giroindbetalingskortet. Ved bankomdannelsen blev der for første gang åbnet for, at der kunne ydes lån knyttet til girosystemet.
Den administrerende direktør Bjarne Wind fulgte fra Postgiro over i GiroBank.
Omdannelsen af Postgiro til GiroBank blev markeret med en teaser-kampagne med busreklamer, hvor man nævnte anagrammer af det nye navn (Kabirong og andre), men overlod til læseren at gætte sammenhæng og nyt navn.
I 1993 blev størstedelen af aktierne i banken solgt, og provenuet overført til statskassen.

## Over BG Bank og Kapital Holding til Danske Bank
I 1995 fusionerede Bikuben, der få år tidligere var omdannet til aktieselskab, med GiroBank og dannede derved BG Bank. BG Bank indgik i et samarbejde med Realkredit Danmark for at kunne tilbyde realkreditbelåning, og dette førte i 1998 til en fusion af BG Bank og Realkredit Danmark ved etableringen af et fælles holdingselskab Kapital Holding, siden 1. april 2000 under navnet RealDanmark. Den 2. oktober 2000 blev det offentliggjort, at Danske Bank koncernen for 27 milliarder kroner købte RealDanmark. Fra 2001 er operationerne helt integreret som en del af Danske Bank-koncernen. 